# グランツーリスモSPORT
『グランツーリスモSPORT』（グランツーリスモスポーツ）は、ポリフォニー・デジタルが開発し、ソニー・インタラクティブエンタテインメントより2017年10月19日に発売されたPlayStation 4（PS4）用のドライビングシミュレータ。略称は『GT SPORT』『GTS』。1997年から20年以上続くグランツーリスモシリーズの作品であり、シリーズ初のオンライン専用ソフトである。

## 概要
本作はPlayStation 4の性能を活かして、レースを中心に、自動車の運転を仮想体験できるシミュレータである。単に自動車を再現するだけでなく、家庭用として幅広い人がゲーム感覚で遊べるように工夫されている。実際の写真上に所有する車を配置して撮影することもできる。撮影した写真はオンラインでシェアすることも可能である。シリーズで過去最高のグラフィックを実現し、運転中は空気感を感じ、写真撮影では実写の風景にも違和感なく溶け込む水準にまで達した。全編通して現実世界を忠実に再現するように配慮が行われている。
2010年代に成熟したオンライン環境を活かしてオンライン専用として設計されており、当初は最小限のコンテンツでスタートし、随時アップデートにより内容を拡充する方針で開発されている。従って、購入後に一度もオンラインにしなければ、殆どのモードが利用できないだけでなく、前回の終了状態を保存するセーブデータもクラウドに保存するため、セーブすらできない状態に陥ってしまう。当初オフライン時プレーできるのはアーケードモードのみであり、レースを勝ち抜いてドライバーとしての成長を体験するグランツーリスモモードは存在しなかったが、発売から約2か月後のアップデートで、同様のモードである「GTリーグ」が用意された。
『グランツーリスモ6』から約4年ぶりに発売されたグランツーリスモシリーズの作品で、初のPS4用作品でもある。PlayStation VRにも対応する。通常版の他に各種ダウンロードコンテンツやブックレットを同梱した限定版も同時発売される。また、PlayStation Storeでのダウンロード版も配信される。ナンバリングタイトルにはされておらず、グランツーリスモ6の続編的な扱いとされている。また、収録車種数が大幅に減らされ、改造の手法も大きく変更された。パーツ毎に購入することは無くなり、車両に応じた範囲で初めから調整可能になっている。単純なエンジン出力と車体軽量化にはポイントを消費してグレードを上げることで調整幅が大きくなるが、前作までのような極端な調整は不可能になった。
本作は以前の作品とは異なり、ネットを通じて新たなコンテンツが供給され続け、同じ自動車好きにも出会えることを前提として、開かれた世界でカーライフを体験するためのプラットフォームとして作られた。今後20年間のグランツーリスモのプロトタイプにも位置付けられている。
本作は、Playstation 4の性能に合わせて、自動車のモデルを高精度化し、物理シミュレーションを作り直し、ボディカラーの正確な測定のために独自のカメラを開発した。最新の映像規格もフル活用し、将来でも通用する作品に仕上げられている。プロデューサーの山内は「Playstation 4の登場により、ドライビングシミュレータとして、全ての面において欠落が埋められるようになってきた」と語っている。
2021年5月より開催されるオリンピック・バーチャルシリーズの自動車競技部門において、本ソフトが公式ソフトとして採用されている。

## 沿革

### 前史
- 2015年
  - 10月28日 - PlayStation Media Previewにて、本作が初公開された[8]。この時点では2016年11月発売予定とされていた。
- 2016年
  - 8月30日 - ポリフォニーデジタル及びPlayStation公式より「画面のリアリティの更なる追求」のため、発売予定が当初の2016年11月15日から2017年に延期されたことが発表された[9]。
  - 11月 - グランツーリスモシリーズの新時代のビジュアルについて発表され、4K解像度や60fps、HDR、ワイドカラーなどに対応することが明かされた。
- 2017年
  - 3月8日 - ジュネーブ・モーターショーにてスイスの時計メーカータグ・ホイヤーとパートナーシップを提携し、オフィシャルタイムキーパーとなることが発表された[10]。
  - 3月17日 - 実質的な体験版となる「クローズドベータテスト」がアメリカを皮切りに全世界で順次開始された。ヨーロッパ地域では4月、日本を含むアジア地域では5月19日にクローズドベータテストプレイヤーの募集が開始された。なお、クローズドベータテストのセーブデータは製品版に引き継がれない。
  - 10月9日〜10月14日 - 発売前最後の体験版となる「オープンベータテスト」が全世界で行われた。こちらでは参加特典として、ゲーム内クレジット、マイレージポイント、獲得したガレージカーのデータを製品版に引き継くことができた。
  - 10月12日 - F1レーサーのルイス・ハミルトンが本作のマエストロとして登場することを発表[11]。

### 発売以降
- 2017年
  - 10月19日 - 発売[12]。
  - 11月6日 - Amazon.co.jpにて、本作を用いたフォトコンテストが開催された[13]。
- 2018年
  - 3月6日 - ジュネーブ・モーターショーにてGRスープラ レーシングコンセプトが初公開され、同時に近日中の本作への収録が発表された[14]。
  - 4月9日 - ドイツ・インゴルシュタットの「アウディ・ドライビング・エクスペリエンス・センター」にて、アウディのビジョン グランツーリスモ2台が初公開された[15]。
  - 5月10日〜5月13日 - ドイツ・ニュルブルクリンクにて開催されたニュルブルクリンク24時間レースのサポートイベントとして、FIA グランツーリスモ チャンピオンシップ初のワールドツアー「グランツーリスモ ワールドツアー 2018 ニュルブルクリンク」が開催された。
  - 5月26日 - iOS・Android端末向けのアプリ『グランツーリスモSPORT』コンパニオンアプリがリリース。
  - 6月18日 - 「FIA グランツーリスモ チャンピオンシップ 2018 シリーズ」が、同年9月20日より開催されることが発表された。国別対抗個人戦部門の「ネイションズカップ」と、メーカー別対抗団体戦部門の「マニュファクチャラーシリーズ」の2種のチャンピオンシップで競われる。
  - 9月22日 - オーストリア・ザルツブルク近郊の「レッドブル・ハンガー7」にて、「グランツーリスモ ワールドツアー 2018 レッドブル・ハンガー7」が開催された。
  - 10月6日〜10月8日 - 東京都江東区青海のMEGA WEBで開催された「東京モーターフェス2018」に出展。エキシビションレース「e-Circuit Trial Race」及び、ネイションズカップの「アジア・オセアニア選手権 決勝」が開催され、福島県から参戦した国分諒汰が優勝した[16]。
  - 11月1日 - ワールドファイナル開催を前に、ペナルティ執行方法が変更され、ペナルティの宣告を受けたマシンはコース上に設けられた「ペナルティ消化ライン」通過時にアクセルが一定時間強制的にバックオフされる[17]。
  - 11月16日〜11月18日 - モナコにて、「FIA グランツーリスモ チャンピオンシップ 2018 ワールドファイナル」が開催された。ネイションズカップの優勝はブラジル代表のイゴール・フラガ、マニュファクチャラーシリーズの優勝はレクサスであった。
  - 12月27日 - 第74回国民体育大会「いきいき茨城ゆめ国体」の文化プログラムにて行われる「全国都道府県対抗 eスポーツ選手権 2019 IBARAKI」への、本作の採用が発表された。
- 2019年
  - 3月16日〜3月17日 - フランス・パリにて、「FIA グランツーリスモ チャンピオンシップ 2019 ワールドツアー 第1戦 パリ」が開催。マニュファクチャラーシリーズはアストンマーティン、ネイションズカップはチリ代表のニコラス・ルビラーがそれぞれ優勝。
  - 4月23日 - ポルシェジャパンより、本作を用いて行われるEレーシングシリーズ「ポルシェ Eスポーツレーシングジャパン シーズン1」の開催が発表された。同日にはTOYOTA GAZOO Racingより、“eモータースポーツ”活動の一環として行われるワンメイクレース「GR Supra GT Cup」の開催も発表された。
  - 6月21日〜6月22日 - ドイツ・ニュルブルクリンクにて開催されたニュルブルクリンク24時間レースのサポートイベントとして、「FIA グランツーリスモ チャンピオンシップ 2019 ワールドツアー 第2戦 ニュルブルクリンク」が開催。マニュファクチャラーシリーズはトヨタ、ネイションズカップはブラジル代表のイゴール・フラガがそれぞれ優勝。
  - 8月23日 - タイヤメーカーのミシュランとパートナーシップ協定を締結し、オフィシャルタイヤサプライヤーとなる。
  - 8月24日〜8月25日 - アメリカ・ニューヨークにて、「FIA グランツーリスモ チャンピオンシップ 2019 ワールドツアー 第3戦 ニューヨーク」が開催。マニュファクチャラーシリーズはメルセデスAMGが優勝、ネイションズカップはブラジル代表のイゴール・フラガが連覇を達成。
  - 9月11日 - フランクフルトモーターショーにて、ポルシェとのコラボレーションが発表された。タイカン、ポルシェ・917の50周年記念モデル「917リビングレジェンド」の収録、ポルシェ ビジョン グランツーリスモの2020年中の公開が発表された。
  - 9月13日〜9月14日 - オーストリア・ザルツブルクの「レッドブル・ハンガー7」にて、「FIA グランツーリスモ チャンピオンシップ 2019 ワールドツアー 第4戦 レッドブル・ハンガー7」が開催。マニュファクチャラーシリーズはメルセデスAMGが連覇を達成、ネイションズカップはドイツ代表のミカエル・ヒザルが優勝。
  - 10月4日 - 廉価版となる『グランツーリスモSPORT PlayStation Hits』と、「FIA グランツーリスモ チャンピオンシップ 2018」のマニュファクチャラーシリーズでトップ10に入ったメーカーのGr.3レースカーが同梱された『グランツーリスモSPORT SpecII』が発売された。
  - 10月9日 - 「GR Supra GT Cup」参戦者および、本作内でのGRスープラ購入者を対象としたアンケート調査が同年11月30日まで行われた。
  - 10月25日 - 第46回東京モーターショー2019にて、ジャガー ビジョン グランツーリスモ Coupéが初公開された。
  - 10月26日〜10月27日 - 東京モーターショー2019のサテライトイベントとして、「FIA グランツーリスモ チャンピオンシップ 2019 ワールドツアー 第5戦 東京大会」が東京都江東区青海・MEGA WEBで開催。
    - 10月26日はマニュファクチャラーシリーズが開催され、ポルシェが優勝。サポートイベントとして「GR Supra GT Cup」決勝戦が開催され、ドイツ代表のミカエル・ヒザルが優勝した。
    - 10月27日はネイションズカップが開催され、国分諒汰が日本代表初優勝を飾った。サポートイベントとして、日本自動車工業会主催による「都道府県対抗 U18 全日本選手権」、プロドライバー（阪口晴南・名取鉄平・平手晃平・新井大輝・中谷明彦）を含めたエキシビションマッチ「自動車メーカー対抗真剣勝負」も開催された。

  - 11月22日〜11月24日 - モナコ・モンテカルロにて、「FIA グランツーリスモチャンピオンシップ 2019 ワールドファイナル」が開催された。ネイションズカップはドイツ代表のミカエル・ヒザル、マニュファクチャラーシリーズはトヨタが年間総合優勝を収めた。
  - 11月24日 - 同会場にて、ランボルギーニ ランボ V12 ビジョン グランツーリスモが初公開された。
  - 11月28日 - 本作初の有料DLCとして、ルイス・ハミルトンが『グランツーリスモSPORT』内で走行した各コースのタイムに挑む「ルイス・ハミルトン タイムトライアル チャレンジ」が発売された。
- 2023年
  - 12月1日 - PlayStation Storeでのダウンロードコンテンツの販売を終了[18]。
  - 12月25日 - オンラインサービス終了に伴い、グランツーリスモ7にてカーチケットを配布開始。期間は2024年1月31日まで。
- 2024年
  - 1月31日 - 15時をもってオンラインサービスを終了[19]。

## 身体への影響
なお、公立諏訪東京理科大学教授篠原菊紀の協力のもと、このゲームをプレイ中の4人（男女2人ずつ）の脳血流を測定したところ、共通して認知機能低下予防に重要な脳の部位（左右の前頭前野）の活動が高まる結果となりこの結果に対して篠原教授は「記憶の情報を一時的に保持して、組み合わせて答えを出す役割を担う前頭前野の機能が落ちると“もの忘れ”等につながる。“グランツーリスモSPORT”をプレイすることで、空間認識をしてコースを考えながら、手足を動かしたり、一緒にいる人たちと会話をしたりすることで、自然と脳の普段使わない部分が活性化するので、トレーニングしているという意識を持たずにリラックスした状態で脳によい刺激を与えられている」と分析している。

## 新要素
最新のディスプレイやPS4の性能を活かし、PS5以降でも本作で作成したモデルが再利用できるよう、4K，HDR，広色域，PlayStation VR，60fps，GT6から更に高精度に進化した適応型テッセレーション、という多数の新機軸を導入しており、10,000nit（HDR10のピーク輝度）という、ドルビーラボラトリーズが保有するマスターモニターの性能（4,000nit）を超えるピーク輝度を実現した他、BT.2020色空間にも対応し、常にディスプレイの性能やPS4の負荷に対して最適化された品質で自動車やコースの描画を行うように進化している。

### インタビューで明らかになった新技術[5][6]
- GT6で導入された適応型テッセレーションを高精度化し、自動車の形状の再現度が向上した。その他にも、車内装備を再現し、ワイパーやハザードランプもコントロールできるようになった。
- Playstation 4の計算性能に合わせて、物理シミュレーションを1から見直し、自動車の挙動が大幅に改善した。
- ドルビーラボラトリーズが使用する世界最高峰のマスターモニターすら表現し切れないHDR10という映像規格を最大限活用した。
- 物理現実の色を99.9%の精度で再現できるBT.2020色空間に対応した。
- RGBのみよりも遥かに細かく可視光スペクトルを観測できる独自のカメラをソニーと共同開発してボディの色彩の計測に使用した。

### カーカテゴリーとBoP
すべてのクルマはレースでのグループ分けを容易にするため、性能や用途によって数種類のカテゴリーに区分される。従来のパフォーマンスポイント（PP）制度は撤廃された。
Gr.N
主に公道を走行している、一般的な普通乗用車が属するカテゴリ。一部のチューニングカーやコンセプトカーもここに属する。クルマの馬力によって、さらにN100〜N1000までに分類される。
Gr.4
グループGT4に相当するカテゴリ。保安装置や軽量化など、ベーシックな改造を施したレーシングカーが属する。
Gr.3
グループGT3に相当するカテゴリ。ボディの拡幅や空力改善など、本格的な改造を施したレーシングカーが属する。
Gr.2
SUPER GTのGT500クラスのマシンが属するカテゴリ。
Gr.1
ル・マン24時間レース用マシンなどのプロトタイプレーシングカーが属するカテゴリ。
Gr.B
ラリーカーが分類されるカテゴリ。足回りの強化や車高の確保など、ダート走行のための改造が施されている。かつて実在したグループBとは無関係。
Gr.X
どのカテゴリにも属さないクルマが分類されるカテゴリ。電気自動車やセーフティーカー、ビジョン グランツーリスモなどが属する。
Balance of Performance（BoP）
カテゴリによって、各車の性能を平準化させるシステム。適用すると最高出力と車両重量が自動で調整される。

### 新機能[23]
4K、ワイドカラープロセスに対応
シリーズで初めて疑似4K、ワイドカラープロセスに対応。また前作からのHDR、60fpsといった要素も継承している。
アシスト機能
ブレーキやステアリング操作をアシストするオートドライブアシストを実装。プレイヤーの好みに合わせてON/OFFの切替が可能。
リバリーエディター
クルマやレーシングスーツ・ヘルメットへのカラーリング・デカールの貼付によって、オリジナルのデザインが製作できる機能。プレイヤーが自由に図形やイラストを配置でき、シリーズとしては初めて、ユーザーが自由にレーシングカーのリバリー（カラーリング)を再現・作成したり、ロードカーにデカールでドレスアップを施すことが可能となった。
また、プレイヤーが外部で作成したベクターデータ（形式はSVG、サイズは15KBまで）を公式サイトの「デカールアップローダー」から取り込み、デカールとして車両に貼り付ける事ができる。
メルセデス・F1 W08 EQ Power+のみ、この機能を利用することができない。
ディスカバー
ゲーム内で撮影されたフォトやリプレイ、作成したリバリーやデカールを、ユーザー間で自由に共有できる。

## モード
スポーツモード
本作より登場のEスポーツ向けモードで、今作でのメインモードでもある。前作『グランツーリスモ6』のクイックマッチを進化させたもので、3種が同時に開催され定期的にレース内容が変更される「デイリーレース」と、FIA公認の大会「ネイションズカップ」（国別対抗）及び「マニュファクチャラーシリーズ」（メーカー対抗）が開催される。
プレイヤーはドライビングスキル(戦績)とレースマナーをそれぞれドライバーレーティング(DR)とスポーツマンシップレーティング(SR)で格付けされ、レースの際にはDR・SRが近い者同士がランダムでマッチングされる。
参戦マシンにはBoP（Balance of Performance,性能調整）システムが適用される場合もあり、その場合各車の性能が平準化するよう調整がなされる。
オンライン専用。
アーケードモード
AIとのレース、単独でのタイムトライアル、及びドリフトトライアルが楽しめるモード。
今作ではペナルティや消耗など、細かなルール設定が可能な「カスタムレース」が追加された。オフライン可。
オープンロビー
プレイヤーがルームを作成し、全世界のプレイヤーとレースを楽しめるモード。オンライン専用。
キャンペーン
従来シリーズの「ライセンス試験」にあたる「ドライビングスクール」、様々なシチュエーションで出される課題を攻略する「ミッションチャレンジ」、各コースの攻略法を学ぶ「サーキット エクスペリエンス」、2017年12月のアップデートで追加されたレースイベント「GTリーグ」、2019年11月28日に発売された有料DLC「ルイス・ハミルトン タイムトライアル チャレンジ」の5モードを楽しむことができる。
このうち「サーキット エクスペリエンス」は、新コースが追加されると1ヶ月後を目安にその新コースが課題として追加される。「GTリーグ」のイベントもアップデートで順次追加されている。「ルイス・ハミルトン タイムトライアル チャレンジ」は別途購入が必要な有料DLCで、購入していない場合はプレイできない（詳しくは後述）。オフライン可。
ルイス・ハミルトン タイムトライアル チャレンジ
2019年11月28日に発売された有料DLC。PlayStation Storeで別途購入が必要となる。
本作のマエストロを務めるルイス・ハミルトンが、実際に『グランツーリスモSPORT』で走行して記録したタイムに挑戦するシングルプレイモード。ハミルトンの走行リプレイや本人解説によるビデオなどによって、走り方を学びながらチャレンジを楽しめる。
本モードにはゴールドランクの上に「ダイヤモンドランク」が存在し、そのタイムがルイス・ハミルトン自身の記録となっている。全チャレンジでゴールドを達成すると、ゲーム内クレジットの保有上限がCr.100億まで拡張される。全チャレンジでダイヤモンドを達成すると、ハミルトンのチーム『プロジェクト44』がデザインを監修した特別なマシンが入手できる。
スケープス
従来作の「フォトモード」を進化させたもので、世界中で撮影された写真内に車を合成し、好みの構図で撮影することができる。
写真は空間情報と光情報を持っており、斜面であれば車は傾き、光源があればボディ表面が光を反射するため、実車さながらの撮影が可能である。オフライン可。

## 収録車種
収録される車モデルは今作で全て作り直された。「自動車メーカーが製造に使用するCADデータを除けば、世界でもっとも高品質、高精度なモデリング」としている。ゲーム内ではブランドセントラルと呼ばれるディーラーでクルマを購入することになる。従来のカーディーラーとは少し異なり、ブランド誕生～現在に至るまでの歴史を振り返ったり、ブランドゆかりの地での写真撮影や、各種ムービーの観覧(各種ムービーは再生の都度Youtubeを使っている)などを楽しむことができる。
2017年4月12日に海外のPlayStationやグランツーリスモ公式Facebookアカウントで、シリーズ史上初となるポルシェも収録されることが発表された。さらに2018年2月のアップデートでは、同じくシリーズ初登場となるデ・トマソ社からパンテーラが収録され、2019年3月2日にグランツーリスモシリーズとスーパーフォーミュラが初コラボを発表し、2019年3月28日のアップデートでSF19が初収録されることが発表された。なお、クローズドベータ版ではロータス社（イギリス）よりエヴォーラも収録されていたが、製品版では削除されている。
GT6で発表されたコラボレーションプロジェクトの「ビジョン グランツーリスモ」は、プロジェクトの長期化に伴い本作へと引き継がれる形となった。GT6で登場したVGTは全て継続収録され、その上でダイハツやザガート、ホンダ等のVGTが新たに登場している。
発売当初から継続的なアップデートが配信されており、これまでに多くの新規車両が追加されている。
詳細は「『グランツーリスモSPORT』公式収録車種一覧」を参照。
| - アバルト（イタリア） - アルファロメオ（イタリア） - アルピーヌ（フランス） - アストンマーティン（イギリス） - アウディ（ドイツ） - BMW（ドイツ） - ブガッティ（フランス） - シャパラル（アメリカ合衆国） - シボレー（アメリカ合衆国） - シトロエン（フランス） - ダイハツ（日本） - デ・トマソ（イタリア） - ダッジ（アメリカ合衆国） - フェラーリ（イタリア） - フィアット（イタリア） - フィッティパルディ・モータース（アメリカ合衆国） - フォード（アメリカ合衆国） - グランツーリスモ（PDI・オリジナル） - Honda（日本） - ヒュンダイ（大韓民国） - インフィニティ（アメリカ合衆国） - ジャガー（イギリス） - KTM（オーストリア） - ランボルギーニ（イタリア） | - ランチア（イタリア） - レクサス（日本） - マセラティ（イタリア） - マツダ（日本） - マクラーレン（イギリス） - メルセデス・ベンツ（ドイツ） - ミニ (BMW)（ドイツ） - 三菱自動車工業（日本） - 日産自動車（日本） - パガーニ・アウトモビリ（イタリア） - プジョー（フランス） - ポンティアック（アメリカ合衆国） - プリマス（アメリカ合衆国） - ポルシェ（ドイツ） - RE雨宮（日本） - ルノー（フランス） - ルノー・スポール（フランス） - RUFオートモービル（ドイツ） - シェルビー・アメリカン（アメリカ合衆国） - スバル（日本） - スズキ（日本） - トヨタ自動車（日本） - テスラモーターズ（アメリカ合衆国） - TVR（イギリス） - フォルクスワーゲン（ドイツ） - ザガート（イタリア） |

## 収録コース
発売当初の収録コースは18ロケーション、28レイアウト。

本作では天候・時間変化は削除され、コースごとに固定の時間帯・天候が数種類収録されている。

アーケードモードではドライバーレベルを上げることでコースが解放され、レベル20以上で全てのコースが解放される。

コース・コースレイアウト、レインコンディションはアップデートで順次追加されている。

下記表中の所在国はゲーム内の表記に拠る。また「II」は逆走レイアウトを指す。

### オリジナルコース
「スペシャルステージ・ルートX」を除き、全て本作にてシリーズ初登場。

### ダートコース
全て本作にてシリーズ初登場。
| ロケーション                      | 所在国                        | バリエーション                  | 初登場                         | レインコンディション対応 |  |
| コロラドスプリングス              |                               |                                 |                                |                          |  |
| --------------------------------- | ----------------------------- | ------------------------------- | ------------------------------ | ------------------------ |  |
| コロラドスプリングス              | アメリカ                      | コロラドスプリングス・レイク    | ○                              |                          |  |
| コロラドスプリングス              | アメリカ                      | コロラドスプリングス・レイク II | ○                              |                          |  |
| コロラドスプリングス              | アメリカ                      | サルディーニャ                  |                                |                          |  |
| コロラドスプリングス              | アメリカ                      | イタリア                        | サルディーニャ・ウィンドミルズ | ○                        |  |
| サルディーニャ・ウィンドミルズ II | アメリカ                      | イタリア                        | ○                              |                          |  |
| フィッシャーマンズ・ランチ        |                               | イタリア                        |                                |                          |  |
| アメリカ                          | フィッシャーマンズ・ランチ    | イタリア                        | ○                              |                          |  |
| アメリカ                          | フィッシャーマンズ・ランチ II | イタリア                        | ○                              |                          |  |

## 販売情報
初回限定版　グランツーリスモSPORTリミテッドエディション
早期購入特典｢ボーナスカーパック｣（3台）
- マツダ LM55ビジョングランツーリスモ
- 日産 GT-Rニスモ GT3 N24 シュルツモータースポーツ
- 三菱 ランサーエボリューションX FINAL EDITION　Gr.B ラリーカー

リミテッドエディション内容物
- スペシャルブックレット

スターターパック（8台）
- シボレー  コルベットC7 Gr.3
- ダッジ SRT トマホーク　ビジョングランツーリスモ（Gr.1)
- アウディ R18 TDI (Audi Sport Team Joest)
- フォード フォーカス Gr.B ラリーカー
- メルセデス・ベンツ AMG GT セーフティーカー
- TOYOTA FT-1 ビジョングランツーリスモ (Gr.3)
- プジョー 908 HDi FAP- Team Peugeot Total
- スバル WRX Gr.3

初回限定版　グランツーリスモSPORT　デジタルリミテッドエディション　
早期購入特典「ボーナスカーパック」（3台）
- マツダ LM55ビジョングランツーリスモ
- 日産 GT-Rニスモ GT3 N24 シュルツモータースポーツ
- 三菱 ランサーエボリューションX FINAL EDITION　Gr.B ラリーカー

デジタルリミテッドエディション限定特典
- 一億クレジット（ゲーム内通貨）
- ヘルメット（ゲーム内コンテンツ）

ダウンロード版リミテッドエディション内容物
スターターパック（8台）
- シボレー  コルベットC7 Gr.3
- ダッジ SRT トマホーク　ビジョングランツーリスモ（Gr.1)
- アウディ R18 TDI (Audi Sport Team Joest)
- フォード フォーカス Gr.B ラリーカー
- メルセデス・ベンツ AMG GT セーフティーカー
- TOYOTA FT-1 ビジョングランツーリスモ (Gr.3）
- プジョー 908 HDi FAP- Team Peugeot Total
- スバル WRX Gr.3

　リバリーステッカーパック
　PlayStation 4　アバター
グランツーリスモSPORT Spec II
早期購入特典
- 2.5億クレジット（ゲーム内通貨）

Spec II内容物
ボーナスカーパック（10台）
- レクサス RC F GT3 (Emil Frey Racing)
- TOYOTA FT-1 ビジョングランツーリスモ (Gr.3)
- アストンマーティン V12 ヴァンテージ GT3
- 三菱 ランサーエボリューション Final Edition Gr.3
- ポルシェ 911 RSR (991)
- メルセデス・ベンツ メルセデス AMG GT3 (AMG-Team HTP-Motorsport)
- シボレー コルベット C7 Gr.3
- ルノー・スポール R.S.01 GT3
- スバル WRX Gr.3
- 日産 GT-R ニスモ GT3 N24 Schulze Motorsport